# Leopoldo del Carretto
Carlo Leopoldo del Carretto, marchese di Moncrivello e Gorzegno (Torino, 1693 – Torino, 24 giugno 1750) è stato un nobile italiano, sindaco di Torino nel 1738.

## Biografia
Proveniente dall'antica famiglia Del Carretto, marchesi di Gorzegno e Moncrivello, era figlio di Francesco Giovanni Tomaso e di Cristina Girolama Coardi.
Sposò Maria Teresa Birago di Roccavione, da cui ebbe le figlie Giovanna Battista e Barbara.
Nel 1731 fu nominato sindaco di Torino, con Giacinto Torriglia.
Fu anche ministro e primo segretario di Stato per gli affari esteri del regno di Sardegna, cavaliere di gran croce nonché segretario dell'Ordine supremo della Santissima Annunziata.